# Barry White
Barry White (Galveston, 12. rujna 1944. – Los Angeles, 4. srpnja 2003.) američki pjevač i tekstopisac.
Vrh popularnosti dosegao je 70-ih godina 20. stoljeća kao samostalni pjevač, ali i kao dio sastava The Love Unlimited Orchestra, iz kojeg su vremena poznati singlovi „Can’t Get Enough of Your Love, Babe”, „You’re the First, the Last, My Everything”, „You See the Trouble With Me”, „I’ll Do for You Anything You Want Me To”, „Let The Music Play” i drugi.
Svojevrstan povratak na scenu ostvario je u 90-im godinama 20. stoljeća, a u cijeloj je karijeri prodao više od 100 milijuna nosača zvuka.
Dvostruki je dobitnik nagrade Grammy za 2000. godinu, i to za najboljeg pjevača te najbolju R&B izvedbu za pjesmu „Staying Power”. 

## Studijski albumi
- I've Got So Much to Give (1973.)
- Stone Gon' (1973.)
- Can't Get Enough (1974.)
- Just Another Way to Say I Love You (1975.)
- Let the Music Play (1976.)
- Is This Whatcha Wont? (1976.)
- Barry White Sings for Someone You Love (1977.)
- The Man (1978.)
- I Love to Sing the Songs I Sing (1979.)
- The Message Is Love (1979.)
- Sheet Music (1980.)
- Barry & Glodean (s Glodean White) (1981.)
- Beware! (1981.)
- Change (1982.)
- Dedicated (1983.)
- The Right Night & Barry White (1987.)
- The Man Is Back! (1989.)
- Put Me in Your Mix (1991.)
- The Icon Is Love (1994.)
- Staying Power (1999.)